# Campionati europei di dressage 1991
I Campionati europei di dressage 1991 si sono svolti a Donaueschingen, in Germania. 

## Podi
| Evento              | Oro               | Argento          | Bronzo             |
| Dressage freestyle  | Sven Rothenberger | Klaus Balkenhol  | Nina Menkova       |
| Dressage GP Special | Isabell Werth     | Nicole Uphoff    | Margit Otto-Crépin |
| Gara a squadre      | Germania          | Unione Sovietica | Paesi Bassi        |

## Medagliere
| Posiz. | Nazione          | Oro | Argento | Bronzo | Totale |
| ------ | ---------------- | --- | ------- | ------ | ------ |
| 1      | Germania         | 3   | 2       | 0      | 5      |
| 2      | Unione Sovietica | 0   | 1       | 1      | 2      |
| 3      | Francia          | 0   | 0       | 1      | 1      |
| 3      | Paesi Bassi      | 0   | 0       | 1      | 1      |
| Totale | Totale           | 3   | 3       | 3      | 9      |